# Dasyllis haemorrhoa
Dasyllis haemorrhoa är en tvåvingeart som först beskrevs av Christian Rudolph Wilhelm Wiedemann 1830.  Dasyllis haemorrhoa ingår i släktet Dasyllis och familjen rovflugor. Inga underarter finns listade i Catalogue of Life.